# Mikuláš Josef Pálffy z Erdődu
Mikuláš Josef Pálffy z Erdődu (německy Nikolaus Joseph ab Erdőd, maďarsky Erdődi Pálffy Miklós Jószef, 3. prosince 1765 – 26. května 1800) byl uherský šlechtic z knížecí linie starobylého rodu Pálffyů z Erdődu a generál císařské armády.

## Život
Narodil se jako syn knížete Karla Jeronýma Pálffyho a jeho manželky kněžny Marie Terezie z Lichtenštejna. Jeho bratr Josef František (1764, Vídeň – 1827, Prešpurk) byl c.k. komorník, dvorní rada v Sedmihradsku, župan Bratislavské župy. Oba bratři byli později také členy zednářských lóží Zur wahren Eintracht (od roku 1786) Zur Wahrheit, jejímž členem byl také Wolfgang Amadeus Mozart.
Mikuláš Josef vstoupil do řad císařské armády, kde dosáhl hodnosti generálmajora.
9. dubna 1784 na koncertě muzicíroval s Mozartem, buď společně se svým bratrancem, Leopoldem (1739, Stupava – 1799, Vídeň), c.k. komorníkem a hofmistrem, nebo s Janem Leopoldem, majitelem kapely.
Mikuláš Josef Pálffy z Erdődu zemřel svobodný a bezdětný na následky zranění, které utrpěl v italském tažení v bitvě proti Francouzům u Romana v údolí Aosty. Pokračovatelem rodové linie byl jeho bratr, kníže Josef František.